# Catherine MacGregor
Catherine MacGregor (* 7. August 1972 in Marokko als Catherine Fiamma) ist eine französische Ingenieurin und Unternehmensleiterin. Seit Januar 2021 ist sie Generaldirektorin von Engie. Bis Christel Heydemann 2022 die Leitung von Orange übernahm, war sie die einzige Frau an der Spitze eines Unternehmens des CAC 40.

## Leben
Ihre Eltern, die korsischer und baskischer Abstammung sind, sind Lehrer. Sie ist in Marokko aufgewachsen. Catherine MacGregor ist Mutter von zwei Töchtern.
Sie hat an der École Centrale Paris studiert und schloss 1995 mit einem Ingenieurdiplom ab.

### Schlumberger
Sie arbeitet 23 Jahre lang bei Schlumberger. Dort leitet sie Bohrtätigkeiten im Kongo, in der Nordsee, in den USA, in Malaysia, im Vereinigten Königreich und in Frankreich. Ihr besonderes Interesse gilt dem Einsatz von 3D-Seismik zur unterstützten Ölgewinnung.
Im Juli 2019 kandidierte sie für den Posten der Präsidentin von Schlumberger, doch der Verwaltungsrat zog es vor, Olivier Le Peuch zu nominieren. Daraufhin wurde sie zur Präsidentin New Ventures von TechnipFMC ernannt. Im Jahr 2020 ist sie im Gespräch für die Leitung von Technip Energies, ein in Gründung befindliches Unternehmen mit etwa 12.000 Mitarbeitern, das aus der Aufspaltung von TechnipFMC in zwei separate Einheiten hervorgegangen ist.

### Engie
Nach Gesprächen mit den Personalberatungsfirmen Korn/Ferry und NB Lemercier & Associés, wurde sie am 2. Oktober 2020 zur Generaldirektorin von Engie ernannt und trat ihr Amt am 1. Januar 2021 an. In dieser prestigeträchtigen und politisch sehr exponierten Position tritt sie die Nachfolge von Isabelle Kocher an, die am 24. Februar 2020 ausschied. Sie wird dort eine Strategie umsetzen müssen, die vom Verwaltungsrat unter dem Vorsitz von Jean-Pierre Clamadieu festgelegt wurde.
Catherine MacGregor wurde von ehemaligen Mitarbeitern positiv beschrieben. In Zeitungsartikeln wird sie als „sehr einfache Person mit gewöhnlichen Hobbys (Kino oder Scrabble)“, „direkt, methodisch, hartnäckig, sehr operativ“, „bescheiden und mutig“, „effizient, aber sie kann gut zuhören“ (Thierry Pilenko) beschrieben.

## Auszeichnungen
Am 30. Dezember 2017 wurde sie zum Ritter der Ehrenlegion ernannt.